# Järvsjön, Hälsingland
Järvsjön är en sjö i Söderhamns kommun i Hälsingland och ingår i Ljusnan-Skärjåns kustområde. Sjön är 12 meter djup, har en yta på 5,88 kvadratkilometer och är belägen 42 meter över havet. Gullgruvaviken har ett eget sjöbäcken med ca 12 m djup, med en tröskel i sundet mot resten och huvuddelen av Järvsjön på ca 1 m djup. Detta gör att den hydrologiskt och limnologiskt eller ekologiskt är en egen och egentligen särskild sjö uppström och intill Järvsjön.
Sjön avvattnas av vattendragen Kvarnån till havet och Järvsbölebäcken till sjön Marmen och genom utloppet Ljusnan till havet. Landet mellan Järvsjön, Kvarnån, Järvsbölebäcken, Marmen och Ljusnan är således genom sjöbifurkation i Järvsjön omgivet av vatten som en ö mot havet.
Sjön används som råvattentäkt för dricksvatten till tätorterna Ljusne och Vallvik. Sjövattnet är klart med mycket god genomsikt och är naturligt buffrat mot försurning till följd av fossila musselskalbankar i några strandområden runt sjön. Det klara vattnet ger ett stort siktdjup, vilket medför att stora flyttblock som når strax under vattenytan överraskande tydligt dyker upp som bruna "järvar" vid färd i lugnt väder över stilla och innan mörkt djupare vatten, vilket ställvis sker ofta och som sannolikt givit sjön dess namn. ("Järv" är ett urnordiskt adjektiv i betydelsen "brun".)
Vid provfiske har bland annat abborre, braxen, gers och gädda fångats i sjön. Lake och ål förekommer också i sjön.
Bland annat i sundet mot Braxenviken från Gullgruvaviken har det historiskt länge känt fångats braxen under lekvandring i stora mängder, ett fiske som också varit skattbelagt till kronan. Här intill Braxenviken på udden (Kåtudden) mellan Järvsjön och Gullgruvaviken fanns en lappkåta för forna lokala skogs- och fiskesamer, som här fångade och sedan torkade braxen på torkställningar på Kåtholmen. Även boende i Gullgruva har under brukstiden fångat och tagit tillvara mycket av det rika braxenbeståndet här.

## Delavrinningsområde
Järvsjön ingår i det delavrinningsområde (678678-156318) som SMHI kallar för Utloppet av Järvsjön. Medelhöjden är 50 meter över havet och ytan är 15,28 kvadratkilometer. Räknas de 8 avrinningsområdena uppströms in blir den ackumulerade arean 28,92 kvadratkilometer. Avrinningsområdets  huvudutflöde Kvarnån mynnar i havet. Avrinningsområdet består mestadels av skog (53 procent). Avrinningsområdet har 6,01 kvadratkilometer vattenytor vilket ger det en sjöprocent på 39,3 procent.

## Fisk
Vid provfiske har följande fiskarter fångats i sjön:
- Abborre
- Braxen
- Gärs
- Gädda
- Löja
- Mört
- Siklöja